# مکس مارتین
کارل مارتین سندبرگ (انگلیسی: Karl Martin Sandberg؛ زادهٔ ۲۶ فوریه ۱۹۷۱)، که با نام حرفه‌ای مکس مارتین شناخته می‌شود، ترانه‌سرا و تهیه‌کننده موسیقی سوئدی است. او در اواخر دههٔ ۱۹۹۰ با نوشتن مجموعه‌ای از تک‌آهنگ‌های پرفروش به شهرت رسید؛ از جمله «…عزیزم یک‌بار دیگر» (۱۹۹۸) از بریتنی اسپیرز، «من آنگونه می‌خواهمش» (۱۹۹۹) از بکستریت بویز، «همین‌طوره که هست» (۱۹۹۹) از سلین دیون و «این من خواهم بود» (۲۰۰۰) از انسینک.
مارتین نویسنده یا نویسندهٔ مشترک ۲۷ تک‌آهنگ شماره یک در جدول بیلبورد هات ۱۰۰ بوده است که ۲۵ مورد از آن‌ها را خودش تهیه یا به شکل مشترک تهیه کرده است؛ آماری که تا مارس ۲۰۲۴ یک رکورد تاریخی محسوب می‌شود. از آثار شاخص او می‌توان به «دختری را بوسیدم» (۲۰۰۸) و «غرش» (۲۰۱۳) از کیتی پری، «یک شب بیشتر» (۲۰۱۲) از مارون ۵، «بندازش بره» و «فضای خالی» (۲۰۱۴) از تیلور سوئیفت، و همچنین آهنگ‌های «صورتم را نمی‌توانم حس کنم» (۲۰۱۵)، «پرتوهای کورکننده» (۲۰۱۹) و «اشک‌هایت را نگه دار» (۲۰۲۰) از د ویکند اشاره کرد. در این میان، «پرتوهای کورکننده» به‌عنوان موفق‌ترین آهنگ تمام دوران در این جدول معرفی شده است. او از نظر تعداد تک‌آهنگ‌های شماره یک، پس از پل مک‌کارتنی (۳۲ اثر) در جایگاه دوم قرار دارد و در مارس ۲۰۲۴ با دستیابی به بیست‌وهفتمین شماره یک خود، از جان لنون (۲۶ اثر) پیشی گرفت.
در اوایل سال ۲۰۱۳، نشریه هالیوود ریپورتر میزان فروش تک‌آهنگ‌های او را بیش از ۱۳۵ میلیون نسخه برآورد کرد. طبق گزارش ورایتی، دارایی خالص او در سال ۲۰۱۷ حدود ۲۶۰ میلیون دلار بوده است؛ در حالی‌که شرکت تحت مدیریت او در سال قبل از آن ۵۴ میلیون دلار درآمد و ۱۹ میلیون دلار سود خالص داشته است. مارتین ۱۱ بار جایزه ترانه‌سرای سال از انجمن آهنگسازان، پدیدآوران و ناشران آمریکا را دریافت کرده که یک رکورد محسوب می‌شود. او همچنین پنج جایزه گرمی (از جمله تهیه‌کننده سال) را به دست آورده و نامزد دریافت یک جایزه اسکار و دو جایزه گلدن گلوب نیز شده است.

## زندگی شخصی
ساندبرگ در اِستنهامرا واقع در بخش ایکرا در شهرستان استکهلم به دنیا آمد و رشد کرد. مادرش معلم دورهٔ متوسطه و پدرش افسر پلیس بود. مارتین در دوران کودکی، دانش‌آموز طرح آموزش موسیقی عمومی سوئد بود و بعدها گفته است که «همه‌چیزم را مدیون آموزش موسیقی عمومی هستم.»
مارتین حدود سال ۲۰۰۰ با همسرش جنی (با نام خانوادگی قبل از ازدواج: پیترسون) از شهر موروم آشنا شد و آن‌ها در سال ۲۰۱۱ ازدواج کردند. این زوج یک دختر دارند که حدود سال ۲۰۰۱ به دنیا آمده است.